# William Williams (Politiker, 1815)
William Williams (* 6. September 1815 in Bolton, Tolland County, Connecticut; † 10. September 1876 in Buffalo, New York) war ein US-amerikanischer Politiker. Zwischen 1871 und 1873 vertrat er den Bundesstaat New York im US-Repräsentantenhaus.

## Werdegang
William Williams erhielt eine allgemeine Schulausbildung. Danach begann er im Bankgewerbe zu arbeiten. Zunächst war er in Windham und dann im Jahr 1838 in Sandusky (Ohio) in diesem Beruf tätig. Seit 1839 ging er in Buffalo der gleichen Beschäftigung nach. Außerdem stieg er in das Eisenbahngeschäft ein und wurde Manager und Präsident einer Eisenbahngesellschaft. Gleichzeitig schlug er als Mitglied der Demokratischen Partei eine politische Laufbahn ein. In den Jahren 1866 und 1867 saß er in der New York State Assembly.
Bei den Kongresswahlen des Jahres 1870 wurde Williams im 30. Wahlbezirk von New York in das US-Repräsentantenhaus in Washington, D.C. gewählt, wo er am 4. März 1871 die Nachfolge des Republikaners David S. Bennett antrat. Da er im Jahr 1872 nicht bestätigt wurde, konnte er bis zum 3. März 1873 nur eine Legislaturperiode im Kongress absolvieren. Nach seiner Zeit im US-Repräsentantenhaus zog sich Williams in den Ruhestand zurück. Er starb am 10. September 1876 in Buffalo, wo er auch beigesetzt wurde.